# Sjoeachevi (plaats)
Sjoeachevi (Georgisch: შუახევი) is een 'nederzetting met stedelijk karakter' in het zuidwesten van Georgië met 593 inwoners (2023), gelegen in de autonome republiek Adzjarië.
Het is het bestuurlijk centrum van de gelijknamige gemeente, waar nog 68 bergdorpen bijhoren. De nederzetting ligt 67 kilometer ten oosten van de Adzjaarse hoofdstad Batoemi.
Sjoeachevi is gesitueerd op een hoogte van 420 meter boven zeeniveau op de rechteroever van de Adjaristskali (letterlijk "rivier van Adzjarië"). Er zijn in Sjoeachevi ruïnes van een middeleeuws fort. In 1974 werd Sjoeachevi gepromoveerd naar een 'nederzetting met stedelijk karakter' (დაბა, daba).

## Demografie
Begin 2024 had Sjoeachevi 593 inwoners, een daling van een kwart ten opzichte van de volkstelling 2014. Sjoeachevi was volgens deze volkstelling mono-etnisch Georgisch.
| Jaar                                                             | 1939 | 1959 | 1970 | 1979 | 1989 | 2002 | 2014 | 2020 | 2024 |
| ---------------------------------------------------------------- | ---- | ---- | ---- | ---- | ---- | ---- | ---- | ---- | ---- |
| Aantal                                                           | -    | 576  | 187  | 655  | 866  | 980  | 797  | 697  | 593  |
| Verantwoording data: Bevolkingsstatistiek Georgië 1897 tot heden |      |      |      |      |      |      |      |      |      |

## Vervoer
De belangrijkste doorgaande weg door Sjoeachevi is de nationale route Sh1, een belangrijke interregionale route tussen Batoemi en de stad Achaltsiche in Samtsche-Dzjavacheti door de binnenlanden van Adzjarië en via de 2027 meter hoge Goderdzipas. In de late Sovjet-periode was deze weg onderdeel van de A306 hoofdroute. Het dichtstbijzijnde spoorwegstation is in Batoemi.

## Stedenbanden
Sjoeachevi onderhoudt stedenbanden met:
- Trzebnica, Polen (sinds 2020)
- Potsjaiv, Oblast Ternopil, Oekraïne (sinds 2018)